# David Franklin Chamberlain
David Franklin Chamberlain, Ph.D. (1941) es un botánico, briólogo estadounidense. Desde 1979 trabaja en el Jardín botánico de Edimburgo.

## Algunas publicaciones
- 1997. Molecular Tools for Screening Biodiversity: Plants and Animals. Editores A. Karp, Peter G. Isaac, David Stanley Ingram. Reimreso Springer, 498 pp. ISBN	0412638304 en línea: pp. 441-455

- 1965. Flora of Turkey: and the East Aegean Islands. (Supplement). Editores Peter H. Davis, James Cullen, Mark J. E. Coode. Ed. ilustrada, reimpresa Edinburgh University Press, 590 pp. ISBN	0852245599 en línea
- La abreviatura «D.F.Chamb.» se emplea para indicar a David Franklin Chamberlain como autoridad en la descripción y clasificación científica de los vegetales.[3]